# Krasny Bierażok (obwód miński)
Krasny Bierażok (biał. Красны Беражок, ros. Красный Бережок, Krasnyj Bierieżok) – wieś na Białorusi, w obwodzie mińskim, w rejonie wilejskim, w sielsowiecie Osipowicze. W 2019 liczyła 11 mieszkańców.